# Konstantin Ivanov
Konstantin Ivanov (en russe : Константин Константинович Иванов) est un chef d'orchestre russe, né à Iefremov (Russie) le 21 mai 1907 et mort à Moscou le 15 avril 1984.

## Biographie
En 1920, après la mort de son père, il a été pris pour entrer dans un régiment de l'Armée rouge.
Ayant appris à jouer de la trompette, il a servi plusieurs années dans la musique militaire.
Après 1927, Ivanov a fait des études au collège de musique Alexandre Scriabine. En 1932, il est entré dans la classe de direction d'orchestre du Conservatoire Tchaïkovski de Moscou dans la classe Leo Ginsburg (en) où il a obtenu son diplôme en 1937. En 1935-37, il est devenu chef d'orchestre de l'orchestre du Théâtre central de l'Armée rouge. Ensuite, il a été nommé chef adjoint de l'Opéra Studio du Conservatoire de Moscou (1937-38), et en 1938, après le concours des chefs d'orchestre de l'URSS, où il a remporté le troisième prix, il a été accepté en tant que stagiaire à l'Orchestre Symphonique d'État de l'URSS.
En 1939-1941, il dirige le Théâtre Stanislavski-Nemirovitch-Danchenko, en 1941-1946, avec l'Orchestre Symphonique de la Radio-Télévision de l'URSS.
De 1946 à 1965, il a été chef principal de l'Orchestre symphonique de la fédération de Russie. Ivanov a élargi les tournées de l'orchestre, visitant les républiques de l'Union, les villes de la région de la Volga, de l'Oural, de la Sibérie et de l'Extrême-Orient, et en 1956 il a fait son premier voyage à l'étranger, en Pologne. Ivanov a dirigé l'orchestre en tournée en Tchécoslovaquie, Roumanie, Belgique, États-Unis, Japon. Il a dirigé des orchestres étrangers au Portugal, France, Mexique, Belgique, Grande-Bretagne, Pays-Bas et d'autres pays.
Il a été membre de l'Union des compositeurs soviétiques.
Il est enterré au cimetière de Kountsevo.

## Distinctions
- prix Staline : 1949
- Artiste du peuple de l'URSS : 1958
- ordre de l'Insigne d'Honneur : 1967
- ordre de l'Amitié des peuples : 1977, 1983